# Dance Me to the End of Love
«Dance Me to the End of Love» – песня Леонарда Коэна, впервые исполненная им в 1984 году. Она была включена в июне 1984 года в Various Positions, седьмой по счёту альбом артиста, и впоследствии неоднократно исполнялась другими певцами.

## История оригинальной версии
«Dance Me to the End of Love» – песня Леонарда Коэна, написанная в 1984 году и впервые записанная им для альбома «Various Positions». Инструментальная партия напоминают клезмерскую музыку – традиционную народную музыку восточноевропейских евреев. В интервью израильскому телевидению в 1985 году, на вопрос о том, не стали ли его песни «более еврейскими», артист ответил: «Мои песни всегда еврейские, они не могут быть ничем иным, кроме как еврейскими».